# 마리오브라더스

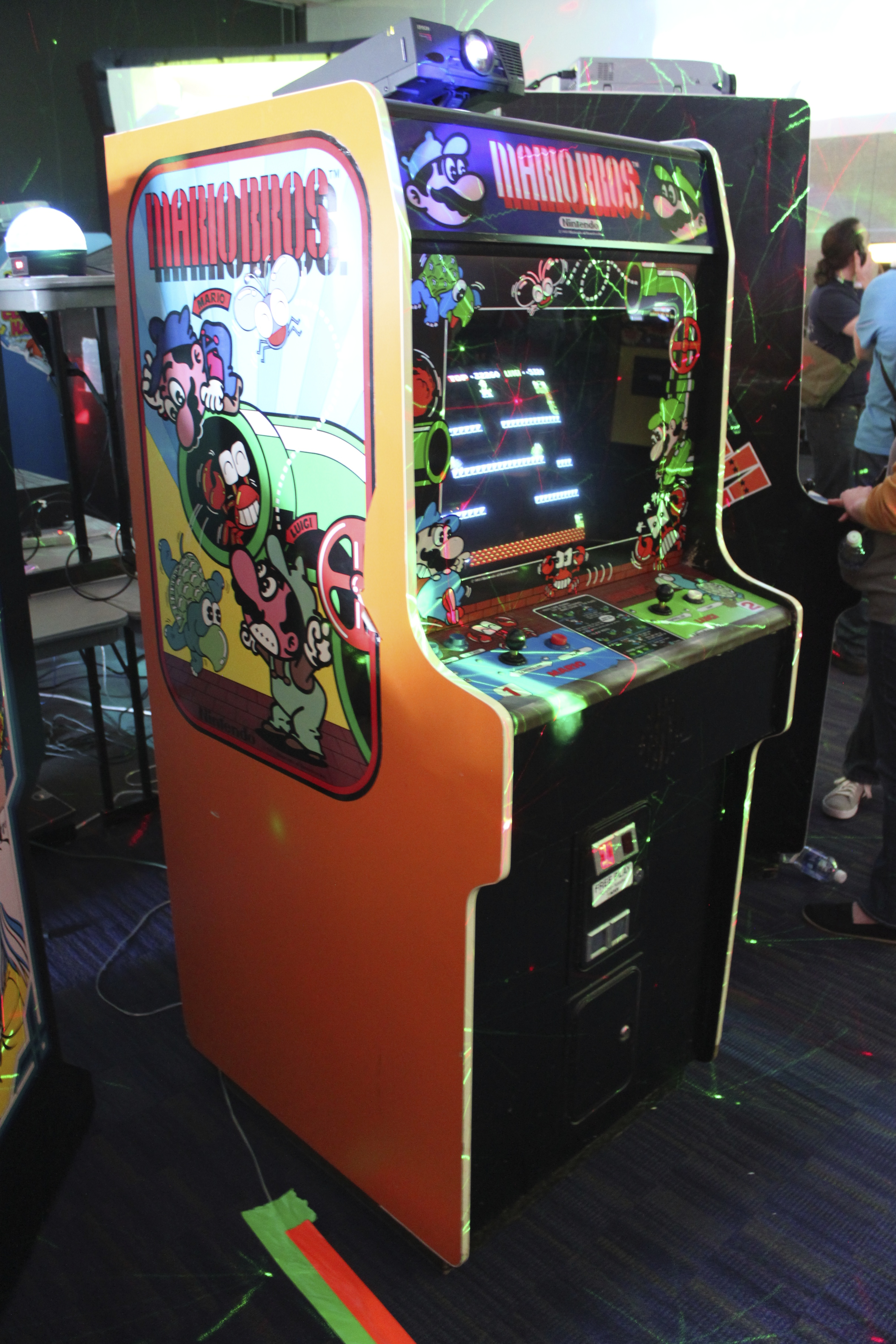
캐비넷

마리오브라더스(Mario Bros., 일본어: マリオブラザーズ)는 닌텐도 초기의 패미컴 아케이드 게임으로, 1983년 9월 9일 일본에서 발매되었다.
동키콩에서 등장한 배관공, 마리오와 동생 루이지가 하수구의 거북이, 게, 파리 등의 적을 퇴치하는 고정 화면식 액션 게임으로, 패밀리 컴퓨터 등의 가정용 게임기로 이식되었다. 2명이 동시에 즐길 수 있는 특징을 가지고 있으며, 서로 방해를 할 수도 있다. 이 시스템은 아이스 클라이머, 벌룬 파이트에서도 사용되었다.
마리오와 루이지, 거북이 등의 캐릭터, 동전이나 하수구 등은 패밀리 컴퓨터의 슈퍼 마리오브라더스로 이어졌으며, 본 게임은 슈퍼 마리오브라더스의 토대가 된 게임 중 하나라고 볼 수 있다. 마리오브라더스의 리메이크는 슈퍼 마리오브라더스 3, 슈퍼 마리오 어드밴스시리즈, 마리오 & 루이지 RPG에서 플레이 해볼 수가 있다.

## 게임 플레이
마리오브라더스는 2D 슬라이드-뷰 형식의 게임이다. 스크린(카메라)은 게임 플레이 중에 변하지 않는다. 마리오브라더스의 목적은 거북이를 날려버리는 것이다. 플레이어는 마리오나 루이지중 하나를 선택하여 왼쪽이나 오른쪽으로 뛰거나 점프 할 수가 있다. 플레이어는 게임 화면상에 돌아다니는 거북이를 바로 밀에서 주먹으로 쳐서 뒤집고, 그 뒤집어진 거북이를 발로 참으로서 점수를 얻는 게임이다. 만약 플레이어가 뒤집어진 거북이를 차지 않고 가만히 놓아 두게 되면은 거북이는 다시 깨어나서 전보다 더 빨리 움직이게 된다.
플레이어는 또한 두 번째 층에 있는 POW를 이용할 수가 있는데, 이 POW를 치게 되면 모든 물건과 사람, 그리고 거북이가 충격파를 맞게 된다. 그러면 거북이들이 한꺼번에 뒤집어지게 된다. POW는 칠 수 있는 한계가 있지만, 코인을 먹을 때마다 다시 복귀 된다. 마리오는 POW위에 올라갈 수가 있다.(슈퍼마리오 어드밴스 시리즈에서는 POW를 들어서 땅에 내려칠 수 있다, 하지만 그 위력은 점프로 쳤을 때와 같다.)
(또 슈퍼마리오 어드밴스 시리즈에서는 첫 번째 층에 POW가 더 추가되었다.)
멀티플레이어 게임에서는, 플레이어들은 모든 거북이를 피하기 위해서 서로 도와주어야 한다. 그렇지만 플레이어는 거북이와 불을 이용해서 서로를 공격함으로써 서로 누가 오랫동안 살아 남는지 경쟁할 수도 있다.

## 평가
| 평가 |                                             |
| --- | ------------------------------------------- |
| 평론 점수 평론사 점수 올게임 (Arcade) [ 1 ] (Atari 5200) [ 2 ] (Virtual Console) [ 3 ] 게임스팟 4.9/10 (Virtual Console) IGN 4.5/10 (Virtual Console) [ 4 ] 6/10 (e-Reader) [ 5 ] |                                             |
| 평론 점수 |                                             |
| 평론사 | 점수                                        |
| 올게임 | (Arcade) · (Atari 5200) · (Virtual Console) |
| 게임스팟 | 4.9/10 (Virtual Console)                    |
| IGN | 4.5/10 (Virtual Console) 6/10 (e-Reader)    |

## 같이 보기
- 마리오 시리즈의 연도별 목록